# Dyne
Dyne is de eenheid voor kracht in het cgs-eenhedenstelsel. Het eenheidssymbool is dyn.
1 dyn := 1 g · cm/s² = 10−5 N
Dyne is geen SI-eenheid. De eenheid is hoe dan ook nooit populair geweest: in de tijd dat de dyne een 'officiële' eenheid was, gebruikte men meer de kgf. Wel drukt men grensvlakspanning soms nog uit in dyne per centimeter, en wordt de eenheid in de sterrenkunde en astrofysica nog wel gebruikt.  
Sinds 2010 wordt de eenheid frequent gebruikt bij de productie van plastics, als de eenheid voor de oppervlaktespanning van folie en de bijhorende relevantie voor de bedrukbaarheid ervan.